# Podcasting

Pittogramma dei feed RSS

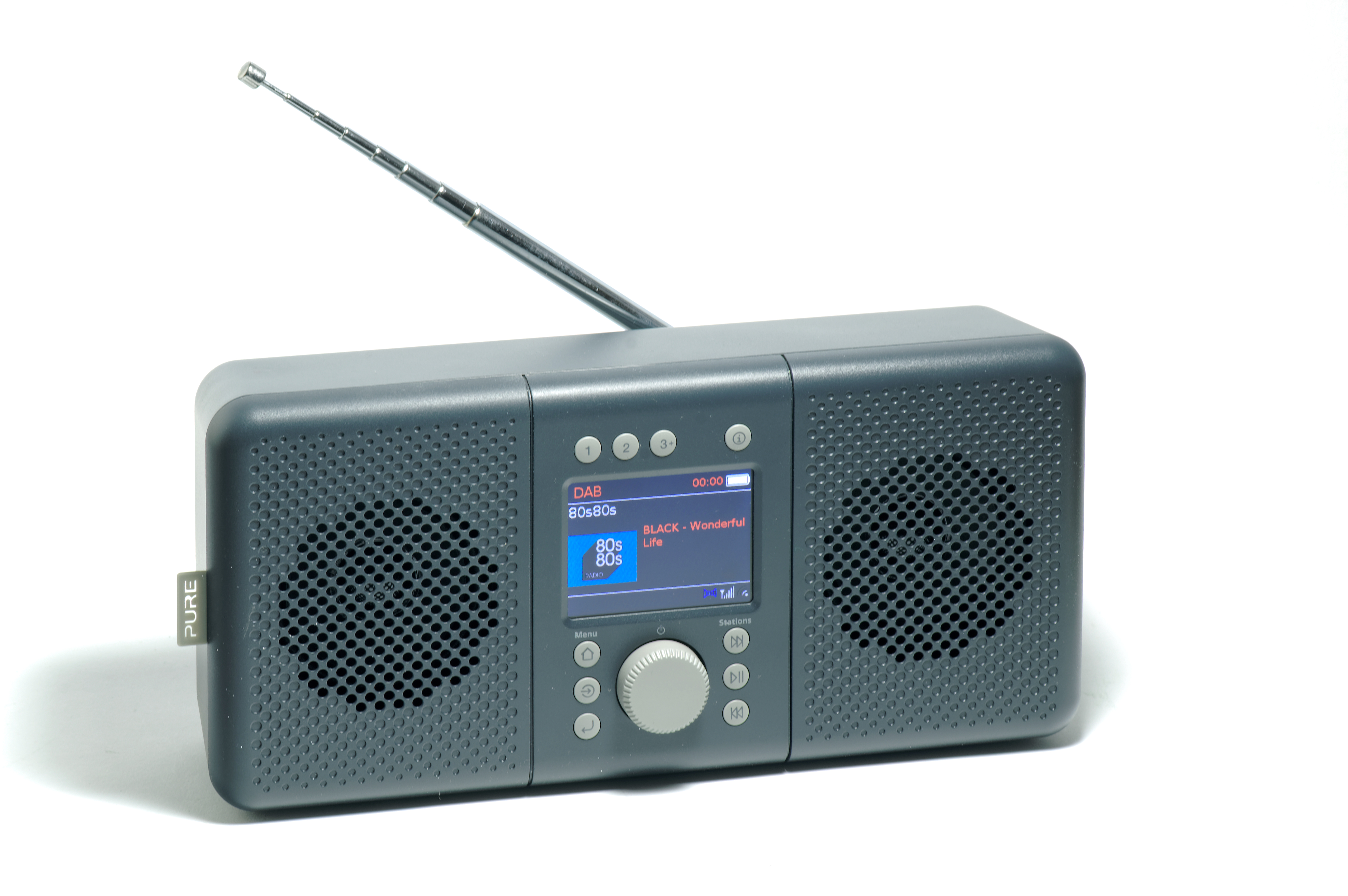
Radio portatile stereo Wi-Fi/DAB+/FM/podcast/Bluetooth

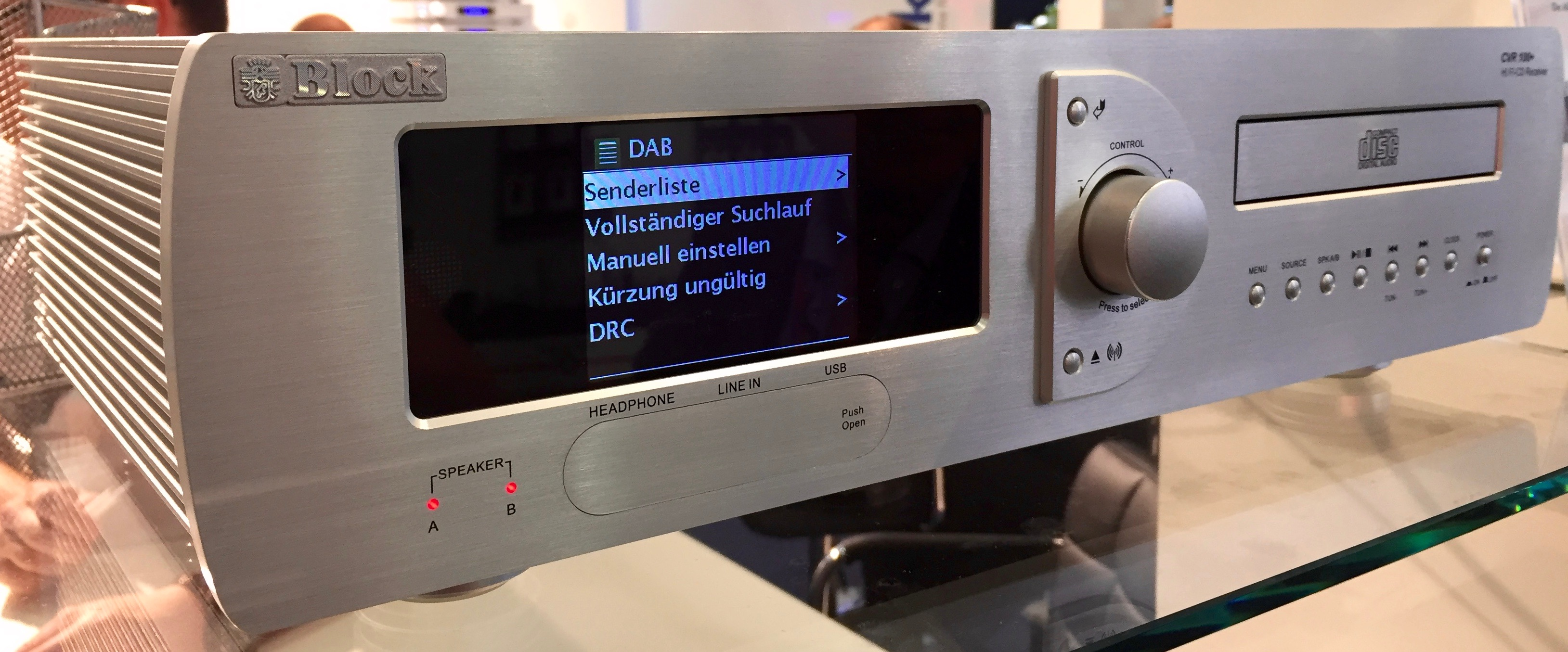
Ricevitore stereo Wi-Fi/DAB+/FM/CD/USB/podcast. DRC = Dynamic Range Control

Il podcasting è l'insieme delle tecnologie e delle operazioni relative al download automatico in rete di file di qualsivoglia natura, detti podcast (fusione delle parole iPod, laddove pod sta per "baccello" o "capsula", e broadcasting, ovverosia "radiodiffusione"), tramite un'infrastruttura di trasmissione dati e un programma client chiamato aggregatore o feed reader.
In genere sono costituiti da file video o audio. In realtà non esiste preclusione tecnica verso altri tipi di file. La fruizione del podcast non è legata a un sistema operativo né ad alcun browser specifico. I contenuti di un podcast si possono sia consultare che scaricare automaticamente dal sito, salvandoli nella memoria di un dispositivo per la riproduzione.

## Storia

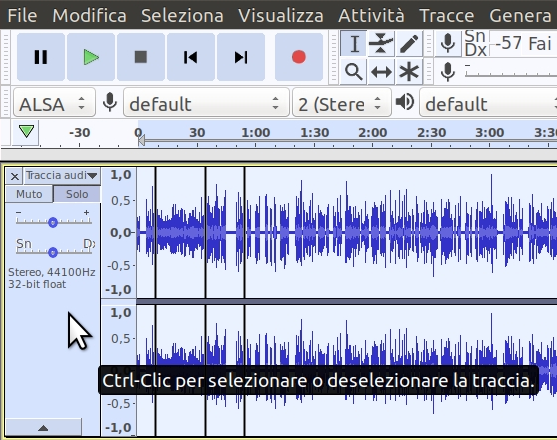
Registrazione audio in post produzione per creare un podcast

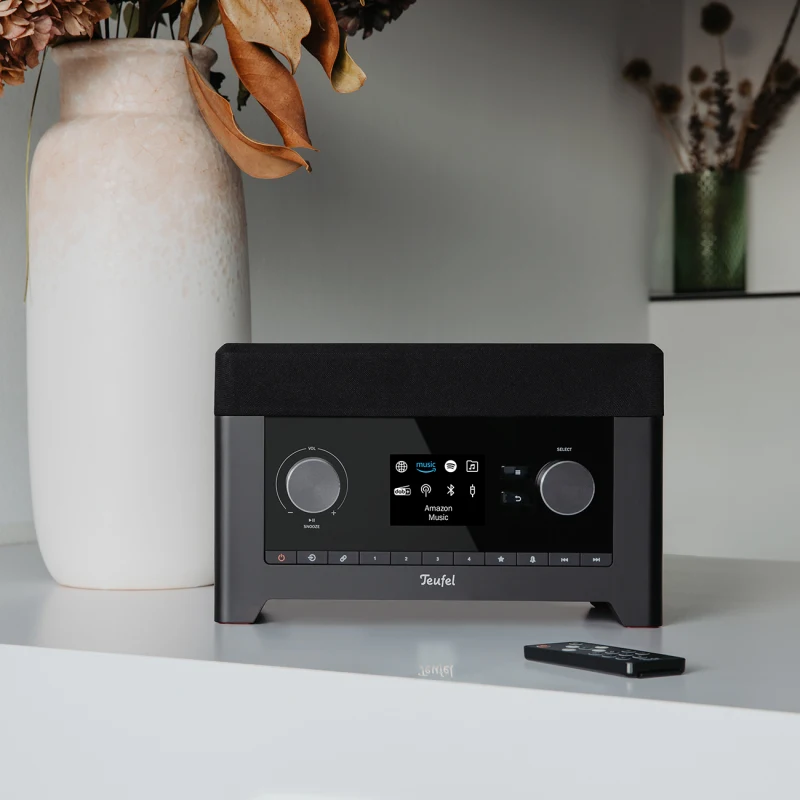
Radio 2.1 Wi-Fi/DAB+/FM/USB/podcast/Bluetooth

Il termine nacque quando l'uso dei feed RSS divenne popolare per lo scambio di registrazioni audio su computer, palmari, lettori di musica digitale e anche telefoni cellulari. L'origine più accreditata del termine podcasting è un articolo apparso sul quotidiano britannico The Guardian a firma di Ben Hammersley, Audible Revolution, in cui l'articolista, per definire il nuovo fenomeno di file audio in formato MP3 disponibili su supporti facilmente trasportabili come l'iPod e la possibilità di costruire un palinsesto completamente digitale senza passare per l'etere, cercava di trovare un termine-ombrello che definisse il tutto («Come chiamarlo? Audioblogging? Podcasting? GuerillaMedia?»). Tra i pionieri di tale sistema è Adam Curry, VJ di MTV negli Stati Uniti, tra i primi a essere online con un sito personale di podcasting.
Il nome fu primariamente associato al solo scambio di file audio, ma l'uso delle tecniche RSS al fine di condividere file video, iniziate già dal 2001, fece estendere il suo significato anche allo scambio dei file video, pur non avendo alcuna relazione etimologica con essi. Nel dicembre 2005 il dizionario statunitense New Oxford ha dichiarato Podcasting «parola dell'anno», davanti alla parola Life hack definendo il termine come «registrazione digitale di una trasmissione radiofonica o simili, resa disponibile su internet con lo scopo di permettere il download su riproduttori audio personali».
Il termine è in realtà improprio, visto che né per il podcasting né per il successivo ascolto dei file sono strettamente necessari l'utilizzo di iPod o una trasmissione tradizionale (broadcasting). L'associazione con iPod nacque semplicemente perché in quel periodo il lettore audio portatile ideato e prodotto da Apple era estremamente diffuso. È stato spesso criticato poiché darebbe meriti ingiustificati alla Apple nello sviluppo della tecnologia del podcasting. Per questo motivo si è cercato di renderlo "neutro", utilizzandolo come acronimo di "Personal Option Digital casting" (il primo ad averlo fatto sarebbe Doc Searls nell'articolo DIY Radio with PODcasting). La confusione sull'origine del termine si è perciò diffusa, e anche alcune testate italiane come Corriere della Sera, La Repubblica, la Rai, hanno commesso intenzionalmente l'errore di trovare l'etimo nel suddetto acronimo: è invece ormai internazionalmente accettato che il termine derivi dal nome del supporto della Apple.
Un evento che viene considerato il simbolo del cambiamento del podcast, dando l'avvio all'inizio di una nuova fase che viene definita "la seconda età d'oro del podcast" è la pubblicazione del podcast "Serial" nel 2014, considerato emblema e simbolo della nuova generazione di questo strumento.
Come per tutti i media culturali, fondamentale è la creazione di contenuti distintivi e attrattivi che sono in grado di fare la differenza e d'influenzare i prodotti successivi. Precedentemente a Serial infatti, solo un esiguo gruppo di fedeli sostenitori del podcast, gli early-adopters, usavano questo medium in maniera costante, superando tenacemente le difficoltà derivanti dalla tecnologia e da strumenti non ancora perfezionati per un uso agevole e veloce del podcast stesso.
Tuttavia, la maggioranza degli individui non era coinvolta nell'utilizzo di questo medium. Due sono i motivi di questa fase di abbandono del podcast rispetto ai picchi iniziali: la tecnologia ma anche la mancanza di un senso del medium. Il podcast non veniva, infatti, ancora considerato un medium a sé stante, con delle proprie caratteristiche peculiari e originali rispetto agli altri media. Da un punto di vista tecnologico poi, il problema era rappresentato principalmente dall'accesso e la scoperta. Basterà pensare che nei primi libri sui podcast interi capitoli erano esclusivamente dedicati a come trovare i podcast e come scaricarli.
Lo sviluppo dei podcast, negli anni successivi, fu dettato dalla popolarità dei contenuti e, soprattutto, dalla nascita di applicazioni utilizzate per scoprire, scaricare e consumare quei contenuti. Gli smartphone, in particolare l’iPhone, definito Jesus Phone, si rivelarono di fondamentale importanza nel traghettare i podcast nel mercato dei consumatori mainstream dei media. L'iPod, a differenza dello smartphone, era caratterizzato dalla necessità di dover collegare il device a un computer per accedere ai nuovi contenuti scaricati, rendendo il processo meno agevole e veloce rispetto ad un odierno iPhone. iTunes, Spotify, Apple Podcasts hanno poi giocato un ruolo chiave nel definire il podcast come un medium di massa.

## Descrizione
Chiunque sia iscritto a un particolare feed scaricherà automaticamente i file indicati dal RSS avendo così la possibilità di ascoltarli sul proprio PC o su un lettore mp3 in qualsiasi momento. Un protocollo feed molto diffuso è il feed RSS.
Per ricevere un podcast sono necessari:
- un qualsiasi dispositivo connesso ad internet (un PC, ad esempio)
- un programma (client) apposito (diversi sono gratuiti)
- un abbonamento presso un fornitore (a volte gratuiti)

Un podcast funziona alla stregua di un abbonamento ad una pubblicazione periodica, utilizzando una metafora: il supporto connesso a internet è la cassetta postale, il programma cliente è il postino, e il fornitore di podcast è la casa editrice. L'abbonato riceve regolarmente le pubblicazioni, e può ascoltarle o vederle nella modalità e nei tempi che gli sono più congeniali.
Per fruire del podcasting è innanzitutto necessario installare un semplice software gratuito (per esempio ITunes o Google Podcasts), quindi selezionare i podcast di interesse. Il software, con la frequenza decisa dall'utente, si collega a internet e controlla quali file sono stati pubblicati dai siti ai quali si è abbonati: se ne trova di nuovi, li scarica. La notifica della pubblicazione di nuove edizioni avviene tramite un feed RSS scambiato tra il sito del produttore e il programma dell'utente.
I podcast potranno poi essere ascoltati in ogni momento poiché la copia del file, dopo essere stata scaricata automaticamente, rimane sul computer dell'abbonato. In tal modo non si rende necessaria alcuna operazione attiva da parte dell'utente. Inoltre, a differenza delle radio on line in streaming, i podcast non richiedono necessariamente un collegamento ad internet durante la fase di ascolto, ma solo in fase di download: ciò permette di fruire dei podcast anche off-line o in condizioni di mobilità.
Gli esperti stimano che il podcasting in futuro (non remoto) possa arrivare ad insidiare il broadcasting nell'evoluzione radiofonica (cosiddetta Radio 4.0).
Tutto quello descritto sopra ovviamente si riferisce anche alla fruizione mediante app con un dispositivo mobile, anzi è la modalità più diffusa.

### Differenze tra podcasting e streaming
Qualche definizione:
- Broadcast indica una trasmissione radio/tv tradizionale, fruibile ad una determinata ora e in un determinato canale o frequenza (a seconda del mezzo), decisi dall'emittente. Quindi sincrona (cioè "in diretta") e online.
- Streaming indica una risorsa audio/video fruibile in qualsiasi momento tramite un collegamento internet al sito dell'emittente e un dispositivo per la riproduzione del flusso audio/video digitale. Si possono avere le due modalità di riproduzione: streaming in memoria (video/audio on demand), che è asincrona e online, e streaming dal vivo, simile alla trasmissione radio/tv tradizionale, che è sincrona e online.
- Podcasting indica una risorsa audio/video fruibile in qualsiasi momento, che può essere scaricata in un formato (ad es. mp3) dal sito o dall'applicazione emittente (ad es. Spotify) e salvata nella memoria di un dispositivo per la riproduzione. Ugualmente può essere riprodotta in modalità online e senza essere scaricata, rimanendo nella pagina di profilo dell'artista o del gruppo che offre il podcast. Di fatto, ciò accomuna questo tipo di fruizione dei podcast ai servizi di streaming on demand, essendo entrambi i metodi asincroni (cioè "non in diretta") e online, pur differenziandosi generalmente nei contenuti.

Iscriversi ad un podcast permette all'utente di ottenere file riproducibili anche offline e di disporre di una grande quantità di fonti a cui attingere. Al contrario il broadcast offre una sola trasmissione alla volta e obbliga ad essere sintonizzati a una determinata ora.
L'ascolto di audio in streaming su internet può eliminare l'obbligo di sintonizzazione in un determinato momento dato dalle trasmissioni tradizionali (come accade nel caso del video/audio on demand), tuttavia offre comunque una sola risorsa alla volta e obbliga l'utente a essere connesso a Internet durante la riproduzione del file.
La capacità di ricevere automaticamente pubblicazioni da fonti multiple è proprio uno dei punti di forza che distinguono il podcasting dalle trasmissioni sia tradizionali sia in streaming.
Nonostante i programmi in streaming - alla stregua delle trasmissioni radio tradizionali - possano essere più o meno facilmente registrati dal ricevente, la loro natura transitoria li distingue nettamente dai programmi podcast, che invece arrivano già in formato compresso sul proprio computer (è la stessa differenza che c'è tra ascoltare un brano alla radio e scaricarlo in MP3): questa rappresenta una diversità considerevole anche da un punto di vista legale, ed ha infatti suscitato accese polemiche.

### Il branded podcast
Un podcast può anche essere creato a fini di marketing per la promozione dei valori di un'azienda e costituito da contenuti in grado di attrarre l'utente, viene sempre più utilizzato da parte delle aziende che vogliono sfruttare un nuovo canale di comunicazione. Uno dei valori più importanti per le aziende che scelgono il branded podcast come mezzo di comunicazione e marketing è il fatto che chi ascolta podcast è portato a compiere un'azione. Questo significa che gli ascoltatori di podcast non sono passivi, infatti ben l'81% degli ascoltatori di podcast a fine ascolto compiono un'azione verso il brand, che può essere cercare un prodotto online, connettersi con il brand sui social media oppure parlare del podcast e quindi del brand ad altre persone.

### Podcasting gratuito
Esistono molti provider che permettono di fruire gratuitamente (quindi senza necessità di pagare l'abbonamento o comunque con iscrizione libera) dei podcast da loro pubblicati: le testate giornalistiche e, in generale, i mass media sono l'esempio più diffuso. Spesso, in questi casi, però non si può salvare in locale il podcast (tipo file mp3) che comunque rimane fruibile online nell'area di download/cronologia dell'app con la quale lo si è scaricato (esplorando le risorse del dispositivo si trova una sorta di cartella cache che però punta su internet).

## L’uso dei podcast nella didattica
Ampliamento con parziale traduzione della voce inglese "Uses of podcasting".

### I vantaggi del podcast nell'istruzione primaria e secondaria
Anche le scuole primarie e secondarie hanno iniziato ad adottare il podcast come strumento didattico. I podcast vengono utilizzati per vari scopi educativi e ci sono molti sostenitori che credono possa offrire benefici didattici unici agli studenti. Il vantaggio principale del podcast per gli studenti è la sua portabilità: gli studenti, infatti, non sono più vincolati al tempo e allo spazio per quanto riguarda il loro apprendimento, dal momento che possono ascoltare il podcast quando e dove vogliono.
Inoltre, i podcast offrono un maggiore supporto agli studenti che apprendono meglio tramite il canale uditivo rispetto ad altri.
Andersen e Dau (2021) hanno delineato i principali benefici nell'uso del podcast nella didattica. È emerso che i podcast possono:
- aumentare la competenza di ascolto;
- migliorare la conoscenza di termini e frasi, anche legate a un glossario disciplinare specifico;
- aumentare la capacità di operare la revisione di contenuti ai fini degli esami;
- entrare in profondità mentre si ascoltano gli episodi prendendo note e appunti;
- supportare strategie cognitive grazie all'autoregolazione durante lo studio;
- fornire un vocabolario;
- aumentare la capacità di comprendere i testi da studiare.[10]

Il podcast, inoltre, può diventare un medium che facilita quel legame tra movimento e apprendimento che diversi ricercatori hanno portato all'attenzione della comunità scientifica. È dimostrato, infatti, che il movimento aumenta la frequenza cardiaca e la circolazione sanguigna, migliora l'apprendimento spaziale, stimola il rilascio di sostanze chimiche benefiche.
Il podcast ha potenziali benefici per la salute degli studenti poiché, attraverso i dispositivi mobili, è possibile estendere l’apprendimento asincrono o remoto, al di là di un'esperienza sedentaria.

### I vantaggi del podcast per gli studenti
I podcast possono essere usati in classe in vari modi. Possono essere utilizzati per trasmettere informazioni didattiche da parte dell'insegnante o dell’educatore, storie motivazionali e casi di studio.
I podcast possono anche essere utilizzati dagli studenti come compiti di realtà e prove del raggiungimento degli obiettivi di apprendimento; ad esempio, invece di scrivere una relazione, uno studente potrebbe preparare un breve podcast come riassunto di un concetto. I podcast possono essere utilizzati anche come mezzo di meta-riflessione sui processi di apprendimento o come mezzo di autovalutazione.
Secondo Jonathan Copley, molti studenti scelgono di utilizzare i podcast come integrazione ai materiali delle lezioni. Prima delle lezioni, infatti, gli studenti usano i podcast per acquisire una comprensione generale dell'argomento trattato, il che li fa sentire più sicuri e preparati. L'utilizzo dei podcast prepara meglio gli studenti alle lezioni e favorisce la discussione. Per questo, i download dei podcast raggiungono il picco sia subito dopo la pubblicazione, sia poco prima di esami o scadenze.
Inoltre, gli studenti che hanno perso la lezione a causa di malattia o altri motivi possono utilizzare i podcast per recuperare gli appunti.
Infatti, generalmente gli studenti apprendono meglio quando un insegnante presenta direttamente il materiale, piuttosto che studiare gli appunti altrui. Infine, i podcast risultano utili anche per studenti con disabilità e studenti stranieri perché consentono loro di riascoltare più volte il materiale didattico.

### Esperienze di apprendimento con i podcast
Quando i podcast non vengono utilizzati solo come materiale supplementare, ma se ne fa un uso creativo, gli studenti diventano attivi protagonisti del loro apprendimento, costruendo la conoscenza grazie alla creazione dei propri podcast.
L’uso delle tecnologie, quindi, consente agli studenti di passare dal semplice consumo dei media alla creazione di essi.
Per realizzare un podcast lo studente deve avere una conoscenza approfondita della materia, che lo spinge a esaminare criticamente il materiale precedentemente studiato. Questo utilizzo dei podcast può aiutare lo studente a sviluppare competenze digitali nella costruzione e nell'utilizzo dei media.
Questo include anche un approccio pratico e riflessivo al copyright e al fair use nella creazione di media digitali: gli studenti possono creare contenuti originali raccogliendo e remixando eticamente ed efficacemente il lavoro degli altri. Pertanto, si sostiene, il podcasting diventa uno strumento con cui gli studenti possono riflettere sull’equilibrio tra diritti individuali e benefici per la comunità.
Quando il podcast viene realizzato come compito di gruppo, gli studenti possono anche sviluppare importanti abilità sociali, come la collaborazione e la partecipazione efficace. Inoltre, la creazione di podcast consente agli studenti di sviluppare diverse abilità tra cui la ricerca informativa, la scrittura, l'abilità di parlare in modo efficace, la risoluzione dei problemi, la gestione del tempo, l’attenzione e l'arricchimento del vocabolario.  
Inoltre, alcuni sostengono che i podcast aiutino gli studenti ad apprendere le competenze di alfabetizzazione del ventunesimo secolo. Gli studenti, ad esempio, possono utilizzare software di registrazione e editing audio digitale per creare podcast narrativi, audio drama, notiziari.

### Esempi di integrazione del podcast nella didattica
Una pratica meno diffusa, che potrebbe avere uno spazio appositamente dedicato nei processi didattici, è quella dell'ascolto collettivo di podcast educativi nelle aule scolastiche a cui far seguire la creazione di discussioni strutturate attorno ai contenuti ascoltati. Tale approccio può contribuire a migliorare l'engagement e l'apprendimento degli studenti, in quanto permette di condividere esperienze e riflessioni. La pratica di ascolto collettivo migliora le abilità di ascolto critico e attivo degli studenti, li rende più partecipativi e coinvolti nel processo di apprendimento. L’ascolto collettivo promuove una comprensione più profonda dei contenuti ascoltati e contribuisce a sviluppare competenze sociali ed empatiche.
Uno studio ha esaminato l'uso dei podcast come materiale didattico nell’ambito di un corso universitario.  Gli studenti mostrano una forte preferenza per l’ascolto dei podcast rispetto alla lettura delle trascrizioni, trovando che l'ascolto renda più facile concentrarsi e comprendere il materiale. Tuttavia, gli studenti che avevano letto le trascrizioni tendevano a rispondere meglio alle domande d'esame rispetto a quelli che avevano ascoltato solo l’audio dei podcast.
Varie metodologie didattiche possono integrare l’ascolto, la rielaborazione o la realizzazione di podcast quali, ad esempio, Flipped Classroom, PodQuest, Role Playing o Think-Pair-Share.
Nell’ambito della Flipped Classroom, l’organizzazione dell’attività può essere suddivisa in 3 fasi:
- fase 1 (prima inversione): il docente assegna agli studenti una serie di contenuti e materiali sotto forma di podcast da ascoltare prima della lezione in aula;
- fase 2 (seconda inversione): gli studenti svolgono le attività richieste dal compito, studiando e rielaborando i contenuti del podcast in aula, con il supporto del docente che può fare da moderatore;
- fase 3 (chiusura): l’attività si conclude con una condivisione comune dei risultati che incoraggia gli studenti a riflettere sull’apprendimento svolto e a sviluppare una comprensione più profonda dei contenuti trattati.

Derivante dal WebQuest, un modello che propone sfide informative e conoscitive a studenti, è il PodQuest che, nell’attività di information literacy, considera risorse privilegiate soprattutto episodi di podcast divulgativi ed educativi selezionati dal docente.
Nell’ambito di tale metodologia, gli autori suggeriscono di organizzare l’attività attraverso alcuni passaggi chiave:
1. fase dell’introduzione: si forniscono agli studenti le informazioni di base per poter svolgere il compito, che vede essere autentico, cioè simile a un compito svolto da reali professionisti nella situazione proposta;
2. fase della descrizione dettagliata del compito da svolgere;
3. fase del processo, nella quale il docente descrive le azioni da compiere per svolgere il compito e mette a disposizione episodi di podcast tematici per svolgere le ricerche informative;
4. fase della fornitura di suggerimenti e scaffolding (supporto del docente) che aiutano gli studenti nell’organizzazione delle informazioni raccolte;
5. fase della presentazione e valutazione degli artefatti;
6. fase della conclusione con discussione finale e chiusura dell’attività.

Il podcast si presta anche nell’ambito del Role Playing coinvolgendo gli studenti, da soli o in piccoli gruppi, all’interno di uno scenario, nel quale immedesimarsi in un ruolo e in un tempo assegnati. In seguito, il docente può chiedere agli studenti di realizzare lo script di un episodio di podcast riportando le parole, che ipoteticamente avrebbe pronunciato colui che lo studente interpreta: in questa maniera l'episodio assume la forma di intervista impossibile, orientata a stimolare la riflessione su temi e contenuti pertinenti al personaggio; ciò può avvenire anche quando si smonta un'intervista reale, sostituendo le risposte dell'intervistato con quelle date dallo studente alle stesse domande, per esprimere il proprio punto di vista sul tema affrontato.
Infine, nell’attività di Think-Pair-Share il docente può chiedere agli studenti di ascoltare l’episodio di un podcast tematico legato a una disciplina specifica, chiederne una prima sintesi individuale e una successiva condivisione in aula delle riflessioni comuni scaturite attraverso un confronto con il compagno di coppia.

## Diffusione del podcasting

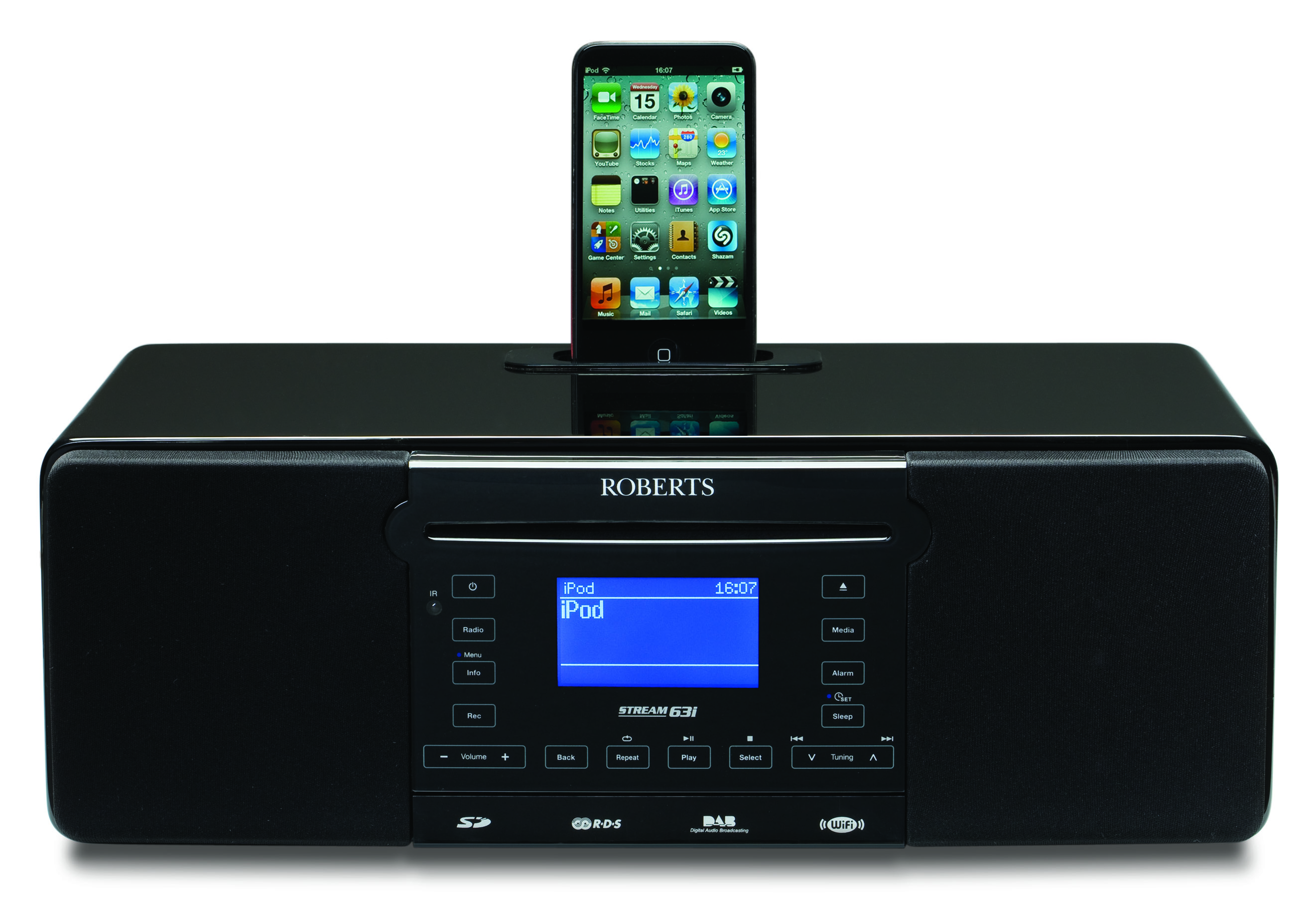
Registratore stereo Wi-Fi/DAB+/FM/CD/MP3/WMA/USB/SDHC/podcast con alloggiamento per iPod

L'uso del podcasting si è nel tempo enormemente diffuso, raggiungendo livelli di pubblico tali da indurre la stessa Apple a investire intensamente nel settore, offrendo nel firmware dell'iPod una voce di menù dedicata al podcasting, con migliaia di podcast gratuiti presenti nell'iTunes Store.
La maggioranza dei contenuti offerti mediante podcasting, tuttavia non fa parte del circuito della grande editoria ma è costituito da lavori "indipendenti", privati che a vario titolo producono contenuti audio tematici.
Diversi studi, soprattutto verso la fine degli anni 2000, hanno esplorato la diffusione dello strumento in ambito universitario e bibliotecario.

### Canali di distribuzione
I canali di distribuzione/‘ di podcast sono numerosi e comprendono iTunes, SoundCloud e molti altri attori del settore audio in Rete. Spotify, uno dei principali servizi per l'ascolto digitale della musica, negli ultimi anni 2010 ha cercato di espandersi ai programmi audio/radiofonici in genere, per recuperare i dieci anni di ritardo sulla concorrenza: intorno al 2019 ha speso centinaia di milioni di dollari per spostare sul proprio sito dei programmi che già esistevano altrove e ha così incrementato i numeri in modo significativo, anche se restano 1-2 ordini di grandezza inferiori alla concorrenza.
Sul fronte del software libero esistono inoltre varie applicazioni e diversi indici di programmi radio/podcast e web radio, fra cui Xiph/Icecast e AntennaPod che si appoggia anche agli elenchi di gpodder.
A causa della proliferazione di dozzine di canali di distribuzione, esistono vari servizi che aiutano a distribuire il proprio programma su diverse piattaforme (in Italia è abbastanza noto Spreaker di VoxNest, attivo dal 2010). La funzione principale di questi servizi è di gestire la monetizzazione dei contenuti: il servizio di pubblicazione e le piattaforme di distribuzione raccolgono i proventi da inserzionisti e gli eventuali abbonamenti e ne distribuiscono una parte agli autori/produttori/editori. Di solito il risultato è ottenuto aggiungendo varie barriere all'accesso come DRM (digital restrictions management) che consentano di misurare l'ascolto da parte degli utenti e bloccarlo se non installano i necessari software di sorveglianza.

### Ascolti in Italia
Secondo la ricerca Ipsos 2020, il 30% degli italiani ha ascoltato podcast nell'ultimo mese con un tasso di crescita del +4% rispetto al 2019. In numeri assoluti, tutto ciò si traduce in circa 8.5 milioni di ascoltatori mensili di podcast in Italia. Il podcast ha fatto così registrare il tasso di crescita più elevato nell’ambito dei digital audio, seguito da audiolibri e musica on-demand.
Cresce significativamente anche la permanenza all'ascolto per l'intera durata dei podcast. Cresce dunque significativamente la capacità di engagement del podcast. Il 61% ascolta per l'intera durata un episodio (era il 45% nel 2019). L'ascolto per intero di un episodio diviene quindi la modalità largamente prevalente di ascolto. Ciò significa che i contenuti sono scelti e che sono anche in grado di mantenere gli ascoltatori coinvolti e soddisfatti, segno di una maggiore nitidezza del format.

### Esempi in Italia
Anche in Italia, molti celebri artisti (come Jovanotti, Max Pezzali, Fiorello, ecc.) hanno creato un proprio podcast per parlare di sé fra canzoni e vita privata. Nella maggior parte dei casi si è trattato di esperienze di breve durata, presto rimpiazzate da altre basate su strumenti resisi via via disponibili e ritenuti più adeguati al tipo di comunicazione necessaria in quel contesto, quali MySpace, Facebook o Twitter.
Il mondo del giornalismo, della politica e della comunicazione si è interessato al podcasting. In Italia, ad esempio, RAI offre le proprie trasmissioni televisive e radiofoniche come podcast e a seguire, molte altre emittenti radiofoniche nazionali (tra le più importanti: Radio DeeJay, Radio 105, Radio 24, Radio RockFM, Radio Popolare) hanno iniziato a proporre le proprie trasmissioni con la tecnologia del podcasting. Una ricca raccolta di eventi politici e documenti originali e integrali in podcast si trova su radio Radicale, più il suo Archivio Storico.
Anche il mondo accademico e quello delle istituzioni hanno dimostrato interesse per questo metodo di diffusione di contenuti multimediali ma sono pochi i casi di uso continuativo. In particolare si possono segnalare le esperienze pionieristiche della Facoltà di Architettura Quaroni dell'Università di Roma "Sapienza" e dell'Università di Salerno, dove a partire dal 2006 il Centro ICT ha prodotto podcast informativi e didattici, facendo poi nascere la WebRadio universitaria Unis@und, che offre il servizio Rewind con il quale viene costituito un archivio digitale dei principali eventi dell'Ateneo; dell'Università di Bergamo, dove dal marzo del 2006 è attivo il servizio di podcasting Pluriversiradio, basato su PodcastGenerator, una libreria software sviluppata appositamente, distribuita poi come strumento open e free e usata da numerosi servizi di podcasting nel mondo; dell'Università di Napoli, la prima in Italia ad aver lanciato, nel 2010, un proprio canale su iTunes U, la piattaforma di Apple per il podcasting universitario.
Tra i podcast comici e di intrattenimento più seguiti si possono citare Muschio selvaggio e Tintoria.